# Cottenchy
Cottenchy (picardisch: Cotinchy) ist eine nordfranzösische Gemeinde mit 555 Einwohnern (Stand 1. Januar 2022) im Département Somme in der Region Hauts-de-France. Die Gemeinde liegt im Arrondissement Montdidier, ist Teil der Communauté de communes Avre Luce Noye und gehört zum Kanton Ailly-sur-Noye.

## Geographie
Die Gemeinde liegt fast vollständig am linken (westlichen) Ufer der Noye rund sechs Kilometer nördlich von Ailly-sur-Noye.

## Geschichte
In Cottenchy lag die 1218 gegründete Zisterzienserinnenabtei Paraclet des Champs, die im 17. Jahrhundert verlassen wurde. Der Name lebt im Lycée Agricole d’Amiens-le Paraclet im äußersten Norden der Gemeinde und in einer knapp außerhalb des Gemeindegebiets gelegenen Fischereianlage fort.

## Einwohner
| 1962 | 1968 | 1975 | 1982 | 1990 | 1999 | 2006 | 2010 |
| ---- | ---- | ---- | ---- | ---- | ---- | ---- | ---- |
| 292  | 296  | 341  | 368  | 385  | 372  | 453  | 441  |

## Verwaltung
Bürgermeisterin (maire) ist seit 2008 Marie-Christine Maillart.

## Sehenswürdigkeiten
- Kirche Saint-Marcel
- Mühle des Schlosses
- Kriegerdenkmal